# Diablo (gruppo musicale)
I Diablo sono un gruppo musicale melodic death metal finlandese formato a Kalajoki nel 1995 col nome di Diablo Brothers.
Il loro quarto album, Mimic47, pubblicato nel gennaio 2006, ha raggiunto il primo posto tra le classifiche di musica finlandese. Il loro quinto album, Icaros, pubblicato nel maggio 2008, ha raggiunto il secondo posto nelle classifiche finlandesi.

## Formazione

### Formazione attuale
- Rainer Nygård – voce, chitarra
- Marko Utriainen – chitarra
- Aadolf Virtanen – basso
- Heikki Malmberg – batteria

### Ex componenti
- Timo Kemppainen – batteria (fino al 2000)

## Discografia

### Album in studio
- 2000 - Elegance In Black
- 2002 - Renaissance
- 2004 - Eternium
- 2006 - Mimic47
- 2008 - Icaros
- 2015 - Silvër Horizon
- 2022 - When All the Rivers Are Silent

### Singoli
- 1999 - Princess
- 2002 - Intomesee
- 2003 - Read My Scars
- 2005 - Mimic47
- 2008 - Icaros
- 2008 - Chagrin (2008)
- 2015 - Isolation (2015)
- 2019 - Grace Under Pressure
- 2020 - The Extinctionist
- 2022 - The Stranger